# Ängelholms strandskog
Ängelholms strandskog är ett naturreservat i Ängelholms kommun i Skåne län.
Reservatet består av ett kustlandskap 1,5 km väster om Ängelholm och är en del av det större Kronoskogen. Det avsattes 2010 och omfattar 219 hektar, varav 68 hektar är hav. Området förvaltas av Stiftelsen för fritidsområden i Skåne. Området omfattar Natura 2000 området, Ängelholms kronopark.
Den dominerande jordarten inom reservatet är sand, i form av flygsand, men på ett par platser överlagras flygsanden av ett tunt lager torv. Höjden på dynerna når som högst 6-9 meter. Hela kustområdet var trädlöst på 1600-talet. Detta medförde stora sandflyktsproblem. För att hejda sandflykten planterades större delen av området under 1700 och 1800-talet med framförallt tall.
I skogsområdet finns ett rikt fågelliv. Örtfloran i skogen är relativt artfattig. I området finns ett flertal rödlistade arter, däribland fältpiplärka, gulfläckig igelkottsspinnare och havsmurarbi.
Ängelholms strandskog är ett välbesökt friluftsområde. Det finns flera markerade stigar som går genom tallskogen och de blöta sumpskogarna i området. 

## Bildgalleri

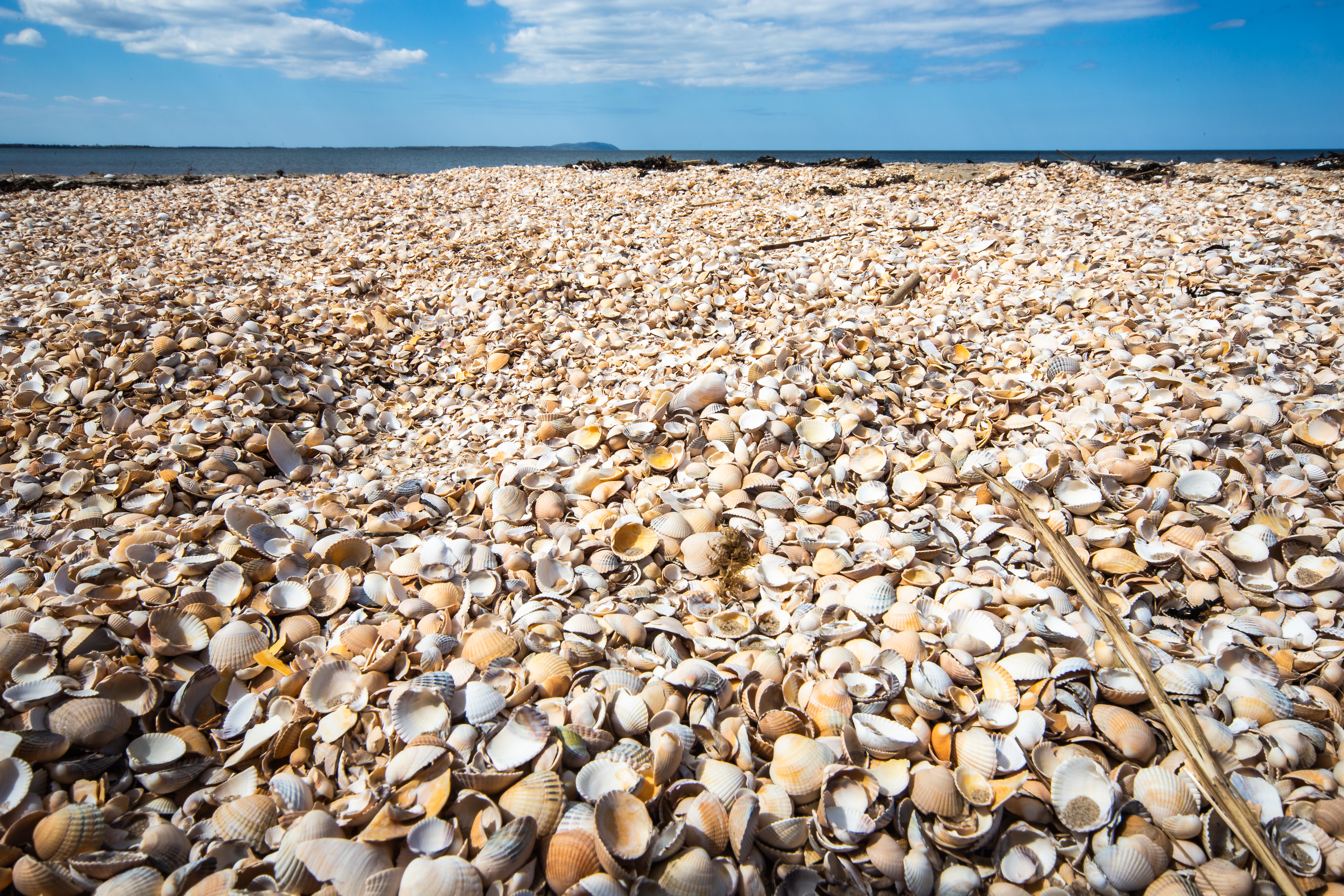
Ofta bildas stora drivor av snäckskal på stranden
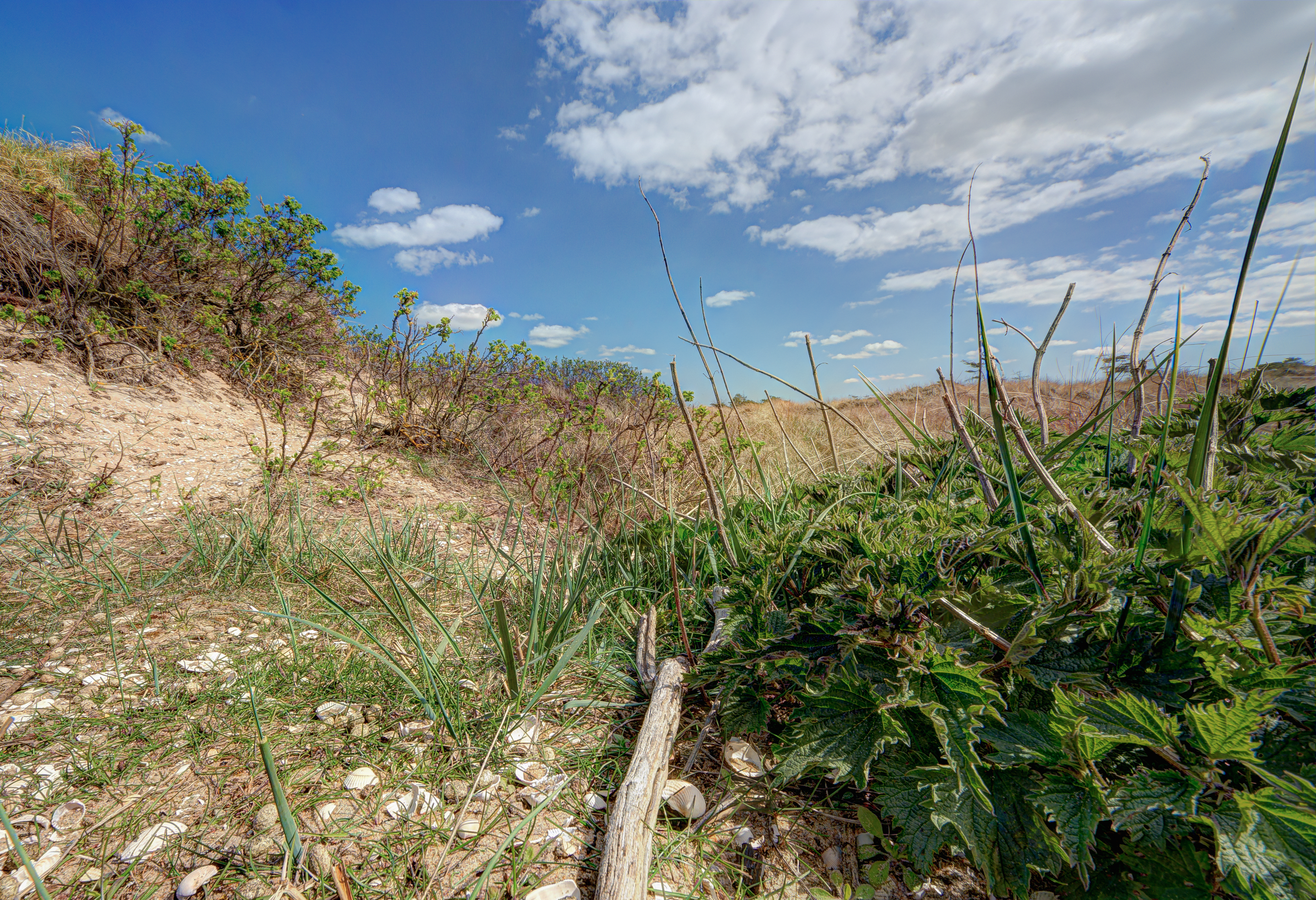
Lågväxt vegetation bland sanddynerna
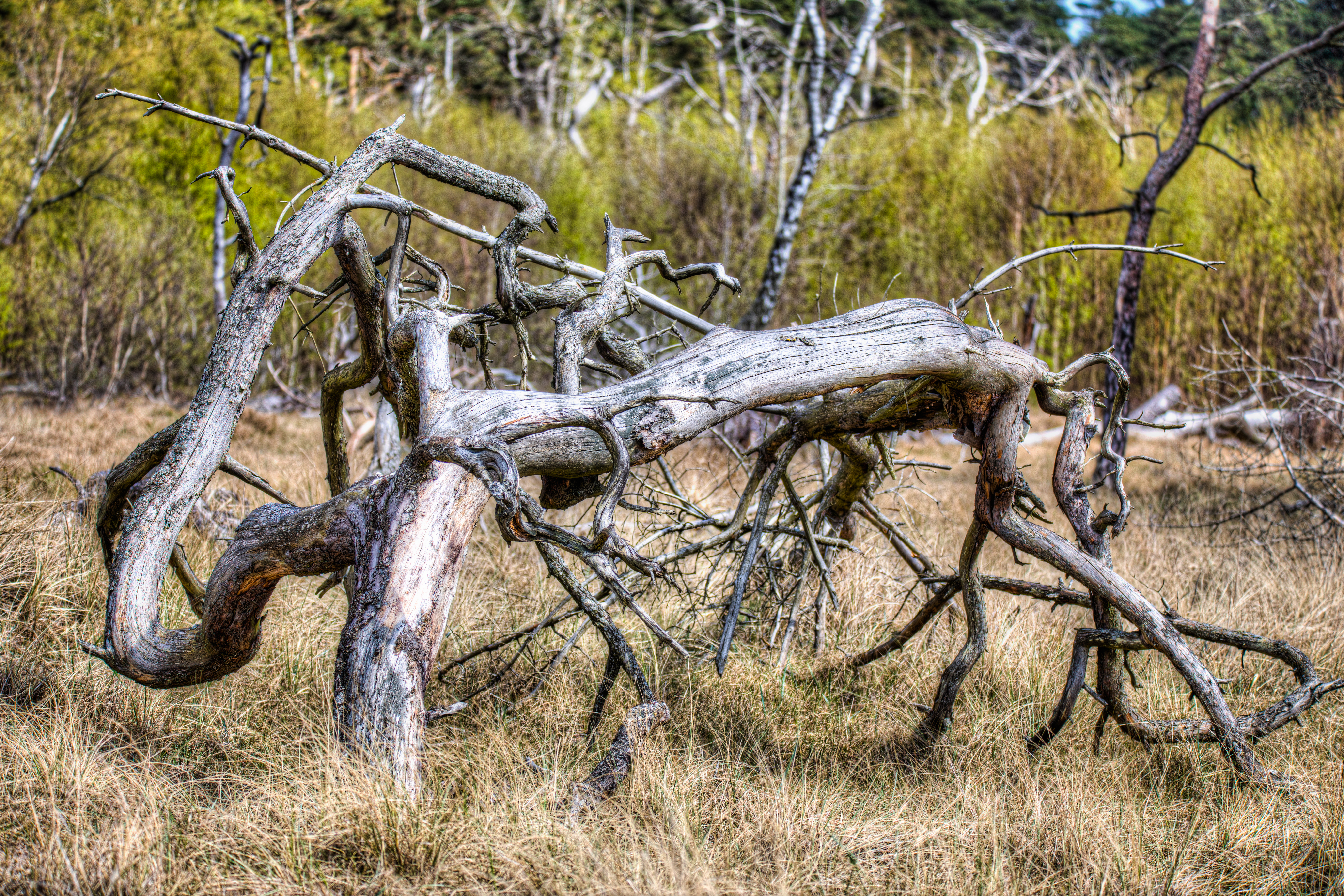
Förvriden trädstam nära stranden
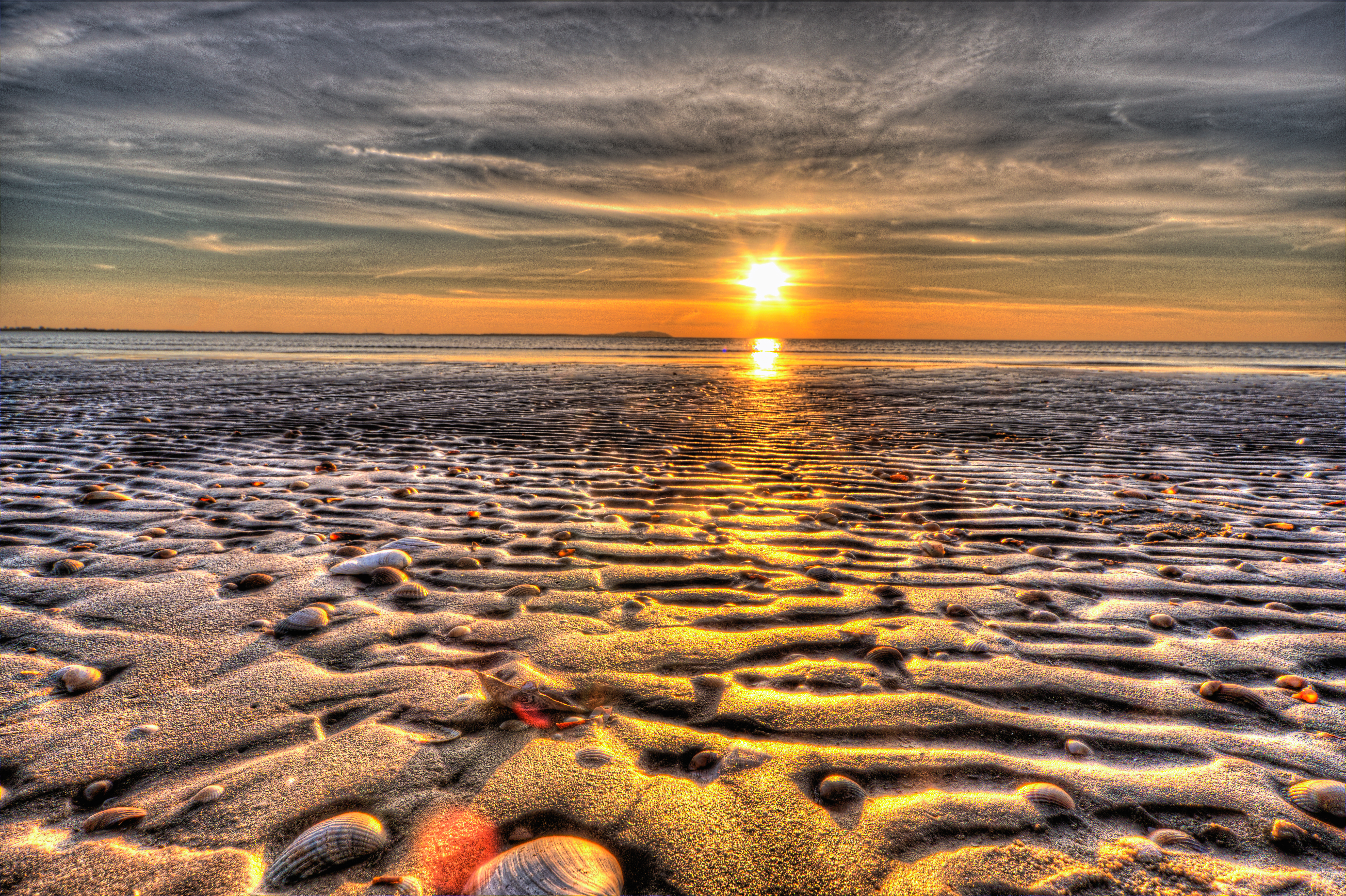
Solnedgång över stranden. Vid horisonten syns Kullaberg.
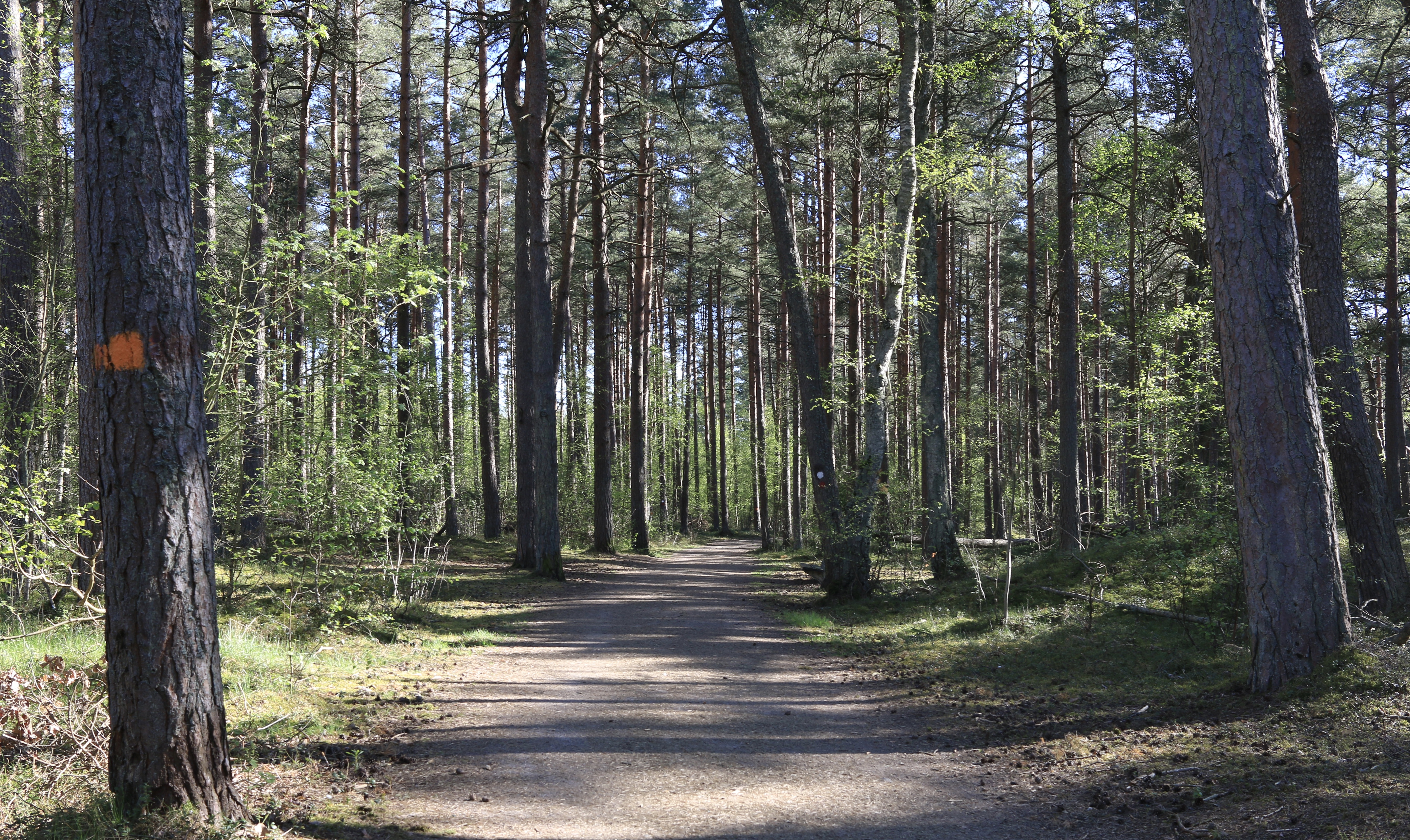
Blandskog täcker en stor del av naturreservatet.